# شريط السيجار

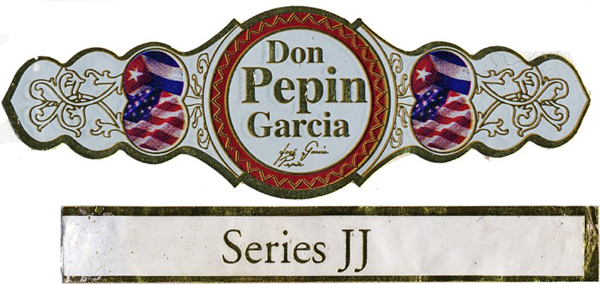
شريط سيجار

شريط السيجار (بالإنجليزية: Cigar band) حلقة ملتفة حول جسم السيجار، مصنوعة من الورق أو ورق القصدير، تُستَخدم لتشير إلى علامته التجارية أو نوعه. على الرغم من أن أصوله هي موضوع العديد من الأساطير، إلا أن المؤرخين المعاصرين يرجعون الفضل إلى مهاجر أوروبي إلى كوبا يُدعى غوستاف بوك في اختراع شريط السيجار في ثلاثينيات القرن التاسع عشر. وخلال عقدين من الزمن، أصبحت أشرطة السيجار المصدرة من هافانا عالمية تقريبًا.
يبقى استخدامه جزءًا كبيرًا من إنتاج السيجار المعاصر، مع وجود اتجاه حديث نحو تصميمات أكبر وأدق وضوحًا. وتعتبر أشرطة السيجار من المقتنيات التي يمكن جمعها من قبل بعض الناس اليوم، مع هواة الجمع المنظمين في مجموعة يُطلق عليها اسم الجمعية العالمية للعلامة التجارية والختم وشريط السيجار.

## التاريخ

### الأصل
أصل استخدام شريط السيجار غارق بالأساطير. وإحدى الأساطير تروي أن تساريستا الروسية كاثرين العظيمة التقطت سيجارًا ملفوفًا بالحرير حتى لا تلوث أصابعها، ومن ثم بدأت حاشيتها بلف السيجار في أشرطة من النسيج محاكاةً للملكة. وبالمثل، قد أخبرت القصص عن أشرطة ورقية تستخدم على السيجار الذي يتم تصديره إلى انكلترا لحماية قفازات السادة البيضاء من أن تتلطخ.
وبغض النظر عن هذه النظريات الخيالية، يرجع مؤرخو السيجار الفضل في اختراع شريط السيجار  إلى صانع السيجار هولندي المولد غوستاف بوك في ثلاثينيات القرن التاسع عشر. عندما طلب وضع توقيعه على حلقات ورقية على كل سيجار مخصص للتصدير إلى أوروبا. واعتقد أنه بهذا الحال سيتم إضافة مؤشر الجودة والهيبة لمنتجاته (منتجات بوك - Bock). ومع حلول منتصف خمسينيات القرن التاسع عشر، تقريبًا كل صانعي السيجار الكوبيين كانوا يقومون بوضع شريط على سيجارهم المُصدّر، وكان يوثقون علاماتهم لدى الحكومة، ويحثون المستهلكين على الإصرار على المنتجات ذات الأشرطة.

### ازدهار السيجار
في مطلع القرن العشرين، كان كل أربعة من أصل خمسة رجال يدخنون السيجار كما يُقَدَر، مع الإنتاج من مئات المصائع. أصبح تمايز المنتجات مهم للغاية للمنافسة الشرسة التي يخضوها الصانعين للفوز وإبقاء حصتهم في السوق. ومع تكلفة إنتاج أشرطة السيجار التي تبلغ حوالي 70 سنتًا لكل ألف، أصبح استخدام علامات الصانع الملونة أداة مهمة لبناء هويات العلامات التجارية. يعتقد المؤرخون أنه تم بيع حوالي 2 مليار شريط سيجار في الولايات المتحدة في عام 1900 وحده.

### إنتاج الشريط
مع تطور تكنولوجيا الطباعة، أصبحت أشرطة السيجار أكثر سطوعًا وتصورية مع أواخر القرن التاسع عشر. واليوم يعتبر فن طباعة العبوات والأشرطة من عام 1890 إلى عام 1920 من منتجات "العصر الذهبي" للأعمال الفنية المتعلقة بالسيجار.
في أوائل القرن العشرين، تم قطع أشرطة السيجار وشحنها عمومًا في حزم تتكون من 100 قطعة. ويتم وضع الأشرطة يدويًا كآخر مرحلة من عملية الإنتاج، مع قيام الصانع بتثبيت الشريط باستخدام الغراء النباتي على السيجار النهائي. كانت الأشرطة التي يتم إنتاجها في أوربا مصممة بعناية بحيث تطابق الزخارف الموجودة على العبوات، في حين أنه في الولايات المتحدة كانت العديد من الأشرطة تشبه الصناديق أو الورق الداخلي الذي تم تعبئتها فيه.
ولقد بيعت أشرطة السيجار أيًضا باعتبارها نموذج أولي من الطوابع التجارية من قبل مصنعي السيجار في بداية القرن العشرين، مع شركة واحدة على الأقل تنتج كتالوجًا مصورًا مليئًا بالاشتراكات التي يمكن تلقيها مقابل العشرات أو المئات أو حتى الآلاف من أشرطتها.
منذ العشرينيات وحتى معظم القرن العشرين كانت أشرطة السيجار تميل إلى كونها ذات منفعة، نظرًا إلى انتشار الطباعة رباعية الألوان منخفضة التكلفة وتزايد السجائر؛ مما قلل بدرجة كبيرة عدد مصنعي السيجار وحاجتهم إلى تمايز علاماتهم التجارية.

## التحصيل

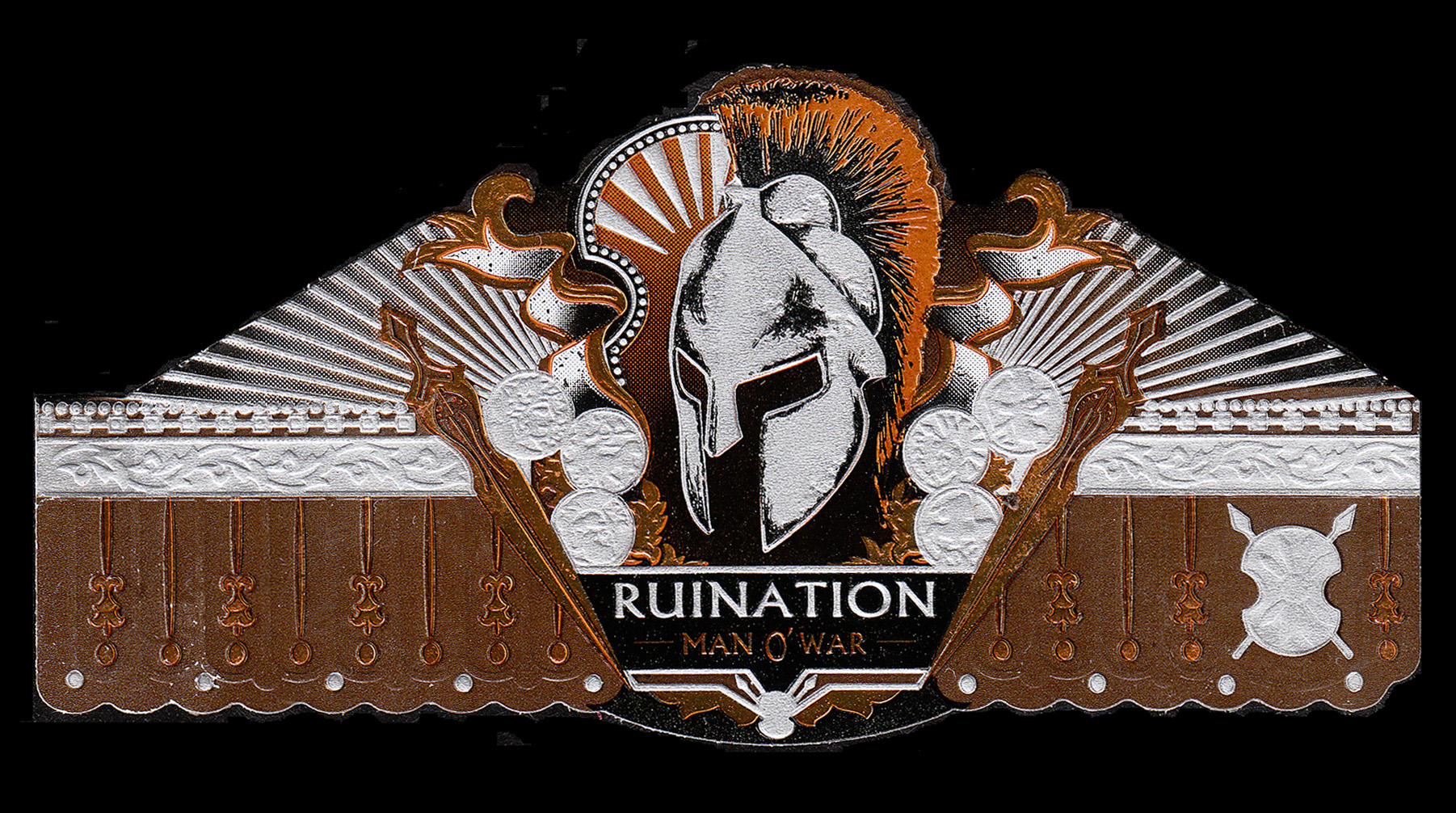
شهدت السنوات الأخيرة اتجاهًا نحو فن أشرطة السيجار الأكبر حجمًا والأكثر تفصيلاً.

تم جمع أشرطة السيجار أحيانًا من قبل الأطفال خلال ما يُدعى "العصر الذهبي" لفن السيجار نظرًا لطبيعتهم الملونة والمتنوعة وسهولة توفرهم. وفي بعض الأحيان تم جمعهم ودمجهم في كلية الفنون في دفاتر القصاصات، ويتم البحث عن العينيات المتبقية منها اليوم من قبل هواة جمع الفن الشعبي.
يتم اليوم جمع أشرطة السيجار العتيقة والحديثة، مع انضمام هواة الجمع إلى منظمة تسمى الجمعية العالمية للعلامة التجارية والختم وشريط السيجار.
تم تجميع أكبر مجموعة من أشرطة السجائر من قبل هاوي الجمع الأمريكي جو هروبي، المدرج في موسوعة غينيس للأرقام القياسية لمجموعة تحتوي أكثر من 165000 نوع مختلف من الأشرطة،ع لى الرغم من أن هذا الرقم قد ارتفع إلى أكثر من 221000 نوع بحلول عام 1999.
يسمى جمع أشرطة السيجار فيتولفيليا vitolphilia.

## الإزالة
مسألة ترك الشريط على السيجار أثناء تدخينه هي مسألة جدل. تم إزالة الأشرطة تقليدًا في بريطانيا العظمى، وعادة ما يعتبر الاحتفاظ بأسماء العلامات التجارية شكلاً من أشكال التباهي غير المهذب من قبل المدخن بين رفقائه. وفي مكان آخر تُعتبر مسألة إبقاء الشريط أو إزالته أثناء التدخين مسألة تفضيل شخصي.
أحيانًا تكون إزالة الشريط صعبة عندما يكون مشتعلًا للتو، على الرغم من أن حرارة الدخان تخفف عمومًا من أي غراء لاصق يعيق إزالة الشريط.